# 耶尔德勒姆·阿克布卢特
耶尔德勒姆·阿克布卢特（土耳其語：Yıldırım  Akbulut，1935年9月2日—2021年4月14日），男，土耳其政治人物，前土耳其总理。

## 生平
阿克布卢特生于埃尔津詹。毕业于伊斯坦布尔大学法学院。1984年10月任第一届图尔古特·厄扎尔政府内政部长。1987年12月当选议长。1989年9月蝉联议长。1989年11月9日被厄扎尔总统任命为政府总理，并辞去议长职务。同年接替厄扎尔任祖国党主席职务。1991年辞去祖国党主席和总理职务。1999年4月作为安卡拉市议员进入议会并当选议长。